# Dave Holland (bassist)
|  | For artiklen om trommeslageren af samme navn, se Dave Holland |
David "Dave" Holland (1. oktober 1946 i Wolverhampton, England) er en engelsk jazzbassist.
Holland kom sidst i 1960´erne til USA, hvor han begyndte at spille med Miles Davis.
Har siden spillet med alle jazzens store musikere såsom Keith Jarrett, Jack DeJohnette, Chick Corea, Anthony Braxton, Wayne Shorter, Herbie Hancock, Pat Metheney etc.

## Eksterne links/kilder
- Wikimedia Commons har flere filer relateret til Dave Holland (bassist)
- Officiel hjemmeside Arkiveret 27. april 2011 hos  Wayback Machine
- Dave Holland på allaboutjazz.com Arkiveret 25. november 2010 hos  Wayback Machine

- Dave Holland på DR musik
- Dave Holland på Allmusic
- Dave Holland på Discogs
- Dave Holland på MusicBrainz
- Dave Holland på Last.fm